# Омський державний технічний університет
Федеральна державна бюджетна освітня установа вищої освіти «Омський державний технічний університет» (ОмДТУ) — заклад вищої освіти в Омську. З 2016 року має статус регіонального опорного університету.

## Історія
У зв'язку з початком німецько-радянської війни в Омськ евакуювали, у грудні 1941 року, Ворошиловградський машинобудівний інститут у грудні 1941 року, який у 1942 році був реорганізований в Омський машинобудівний інститут Постановою Ради народних комісарів СРСР № 1 828 від 16 листопада 1942 року.
На момент створення інститут мав 2 факультети: технологічний та машинобудівний. Після закінчення війни інститут почав розвиватися, у ньому відкривалися нові факультети.
У 1963 році Омський машинобудівний інститут перейменували в Омський політехнічний інститут.
1993 року Омський політехнічний інститут було перейменовано в Омський державний технічний університет.

## Структура університету

### Факультети
- Факультет гуманітарної освіти
- Факультет довузівської підготовки
- Факультет інформаційних технологій та комп'ютерних систем
- Радіотехнічний факультет
- Факультет транспорту, нафти та газу
- Факультет економіки та управління
- Факультет елітної освіти та магістратури

### Інститути
- Інститут безпеки життєдіяльності
- Інститут військово-технічної освіти
- Інститут дизайну і технологій
- Інститут додаткової професійної освіти
- Інститут заочного навчання
- Машинобудівний інститут
- Нафтохімічний інститут
- Енергетичний інститут

## Ректори
- 1942 — 1951 — Зак Леонід Веніамінович 1942 — 1951
- 1951 — 1954 — Алексєєв Іван Олексійович
- 1954 — 1963 — Севастьянов Микола Степанович
- 1963 — 1976 — Машков Олександр Костянтинович
- 1976 — 1986 — Селезньов Юрій Валер'янович
- 1986 — 2007 — Жилін Микола Семенович
- 2007 — 2015 — Шалай Віктор Володимирович
- 2015 —  донині — Косих Анатолій Володимирович